# Enrico Canfari
(Enrico Canfari)
Enrico Francesco Pio Canfari (Genova, 16 giugno 1877 – Monte San Michele, 22 ottobre 1915) è stato un calciatore, dirigente sportivo, arbitro di calcio e militare italiano.
Insieme al fratello Eugenio fu tra i fondatori e maggiori protagonisti del primo quindicennio di attività dello Sport-Club Juventus, società calcistica che diverrà la più titolata d'Italia nonché una delle più vittoriose al mondo; le memorie di Canfari, pubblicate inizialmente in diversi articoli sulla rivista Hurrà Juventus e poi raccolte in un libro postumo, sono ritenute la principale fonte storiografica sul periodo pioneristico della società bianconera.
Da calciatore militò nella Juventus, con cui fu finalista nel campionato italiano (1903), e nel Milan, con cui vince un Torneo FGNI (1904). Dopo aver concluso la carriera agonistica si dedicò all'attività arbitrale, dapprima come guardalinee e poi come referee, ricoprendo inoltre fino al 1915 la presidenza dell'Associazione Italiana Arbitri.
Quattro anni più tardi partecipò nella prima guerra mondiale, raggiungendo il grado di capitano di fanteria del Regio Esercito; morì nella Terza battaglia dell'Isonzo contro l'esercito austro-ungarico nell'ottobre 1915. Nello stesso anno, per i suoi servigi a difesa della patria fu insignito postumamente con la Medaglia d'argento al valore militare.

## Biografia

Enrico Canfari con la maglia della Juventus

Canfari aveva studiato presso l'Istituto Tecnico Industriale "Germano Sommelier" di Torino. Licenziato nel 1895, due anni dopo ha ottenuto presso il Regio Museo Industriale Italiano, il certificato di licenza del corso di industrie chimiche, nonché il diploma di abilitazione all'insegnamento nelle scuole di arti e mestieri, per la chimica e per la fisica applicata. Grazie a ciò, ha insegnato chimica alle Scuole Serali "Cavour".
Canfari era anche il proprietario, insieme al fratello Eugenio, di un'officina meccanica a Torino, in Corso Re Umberto 42, e frequentava nel tempo libero un gruppo di studenti del vicino Liceo classico Massimo d'Azeglio quando, nel 1897, insieme al fratello e a quel gruppo di studenti fondò la Juventus. Era soprannominato Papaloto dai soci perché, essendo il più anziano del gruppo, veniva visto da tutti come un fratello maggiore.
Tra il 1898 e il 1899 fu a tutti gli effetti il secondo presidente del club, succedendo al fratello Eugenio il quale aveva occupato il ruolo a partire dalla fondazione della Vecchia Signora. Si cimentò anche come giocatore, sempre nella squadra torinese, nei campionati del 1900 e del 1901.
Nonostante i suoi trascorsi bianconeri, nel 1903 si trasferì in Lombardia dove fu tesserato dal Milan, squadra con la quale fu eliminato nella semifinale del campionato del 1904 proprio dalla Juventus.
In seguito divenne prima guardalinee, e poi referee; assunse inoltre la presidenza dell'Associazione Italiana Arbitri, incarico retto fino al 1915. Viene ricordato dalla Federazione Italiana Giuoco Calcio come «un esempio costante e un modo di vivere nel rispetto dei valori più significativi».
Capitano del 112º Reggimento fanteria "Piacenza", morì nel 1915 durante la terza battaglia dell'Isonzo combattuta contro l'esercito austro-ungarico, presso Monte San Michele, nel corso della prima guerra mondiale. Dopo la morte, a lui e alle sue testimonianze, pubblicate inizialmente nel giornale aziendale juventino e poi raccolte in un libro postumo, si attingerà in gran parte per la ricostruzione del primo quindicennio di attività del club torinese, divenendo a posteriori il principale documento storiografico sulla genesi bianconera nonché sul periodo pioneristico del calcio italiano.

## Statistiche

### Presenze e reti nei club
| Stagione        | Club            | Campionato      | Campionato | Campionato | Campionato |
| Stagione        | Club            | Comp            | Pres       | Reti       |            |
| --------------- | --------------- | --------------- | ---------- | ---------- | ---------- |
| 1900            | Juventus        | CI              | 4          | 0          |            |
| 1901            | Juventus        | CI              | 2          | 0          |            |
| 1902            | Juventus        | CI              | 3          | 0          |            |
| 1902-1903       | Juventus        | CI              | 5          | 0          |            |
| Totale Juventus | Totale Juventus | Totale Juventus | 14         | 0          |            |
| 1903-1904       | Milan           | PC              | 3          | 0          |            |
| Totale Milan    | Totale Milan    | Totale Milan    | 3          | 0          |            |
| Totale carriera | Totale carriera | Totale carriera | 17         | 0          |            |

## Palmarès
- Torneo FGNI: 1

Milan: 1904